# Puchar Niemiec w piłce ręcznej mężczyzn (2007/2008)
Puchar Niemiec piłkarzy ręcznych 2007/2008 - 33. sezon rozgrywek o Puchar Niemiec (DHB-Pokal) w piłce ręcznej mężczyzn. Final four odbył się w dniach 29 - 30 marca 2008 roku w Hamburgu, w Color Line Arena, z udziałem 4 najlepszych niemieckich drużyn. Zdobywca pucharu okazała się drużyna THW Kiel.
W 1. i 2. rundzie rywalizowały ze sobą drużyny z Regionalligi i 2. Bundesligi, podzielonej na Północ i Południe. Zwycięzcy awansowali do 3. rundy, od której rozgrywki zaczynał drużyny z Bundesligi.

## 1/8 finału
| Drużyna 1             | Wynik | Drużyna 2                |
| --------------------- | ----- | ------------------------ |
| ASV Hamm              | 33:39 | THW Kiel                 |
| HSC 2000 Coburg       | 36:37 | TSG Friesenheim          |
| VfL Gummersbach       | 33:30 | Frisch Auf Göppingen     |
| HSG Nordhorn-Lingen   | 46:27 | TV Willstätt-Ortenau     |
| HC Empor Rostock      | 31:33 | Rhein-Neckar Löwen       |
| TSV Hannover-Burgdorf | 24:22 | HSG Wetzlar              |
| HSG Düsseldorf        | 27:20 | TuS Nettelstedt-Lübbecke |
| HSV Hamburg           | 31:27 | TV Großwallstadt         |

## 1/4 finału
| Drużyna 1          | Wynik | Drużyna 2             |
| ------------------ | ----- | --------------------- |
| THW Kiel           | 37:26 | TSG Friesenheim       |
| HSV Hamburg        | 36:20 | VfL Gummersbach       |
| HSG Düsseldorf     | 29:30 | HSG Nordhorn-Lingen   |
| Rhein-Neckar Löwen | 40:28 | TSV Hannover-Burgdorf |

## Final Four
|  |                     |                     |             |             |    |          |          |       |
|  | Półfinały           | Półfinały           | Półfinały   |             |    | Finał    | Finał    | Finał |
|  | Półfinały           | Półfinały           | Półfinały   |             |    | Finał    | Finał    | Finał |
|  |                     |                     |             |             |    |          |          |       |
|  |                     |                     |             |             |    |          |          |       |
|  | THW Kiel            | THW Kiel            | 38          |             |    |          |          |       |
|  | THW Kiel            | THW Kiel            | 38          |             |    |          |          |       |
|  | Rhein-Neckar Löwen  | Rhein-Neckar Löwen  | 34          |             |    |          |          |       |
|  | Rhein-Neckar Löwen  | Rhein-Neckar Löwen  | 34          |             |    | THW Kiel | THW Kiel | 32    |
|  |                     |                     |             |             |    | THW Kiel | THW Kiel | 32    |
|  |                     |                     | HSV Hamburg | HSV Hamburg | 29 |          |          |       |
|  | HSG Nordhorn-Lingen | HSG Nordhorn-Lingen | HSV Hamburg | HSV Hamburg | 29 | 32       |          |       |
|  | HSG Nordhorn-Lingen | HSG Nordhorn-Lingen |             |             |    |          |          |       |
|  | HSV Hamburg         | HSV Hamburg         | 34          |             |    |          |          |       |
|  | HSV Hamburg         | HSV Hamburg         | 34          |             |    |          |          |       |
|  |                     |                     |             |             |    |          |          |       |